# Décès en mai 2018

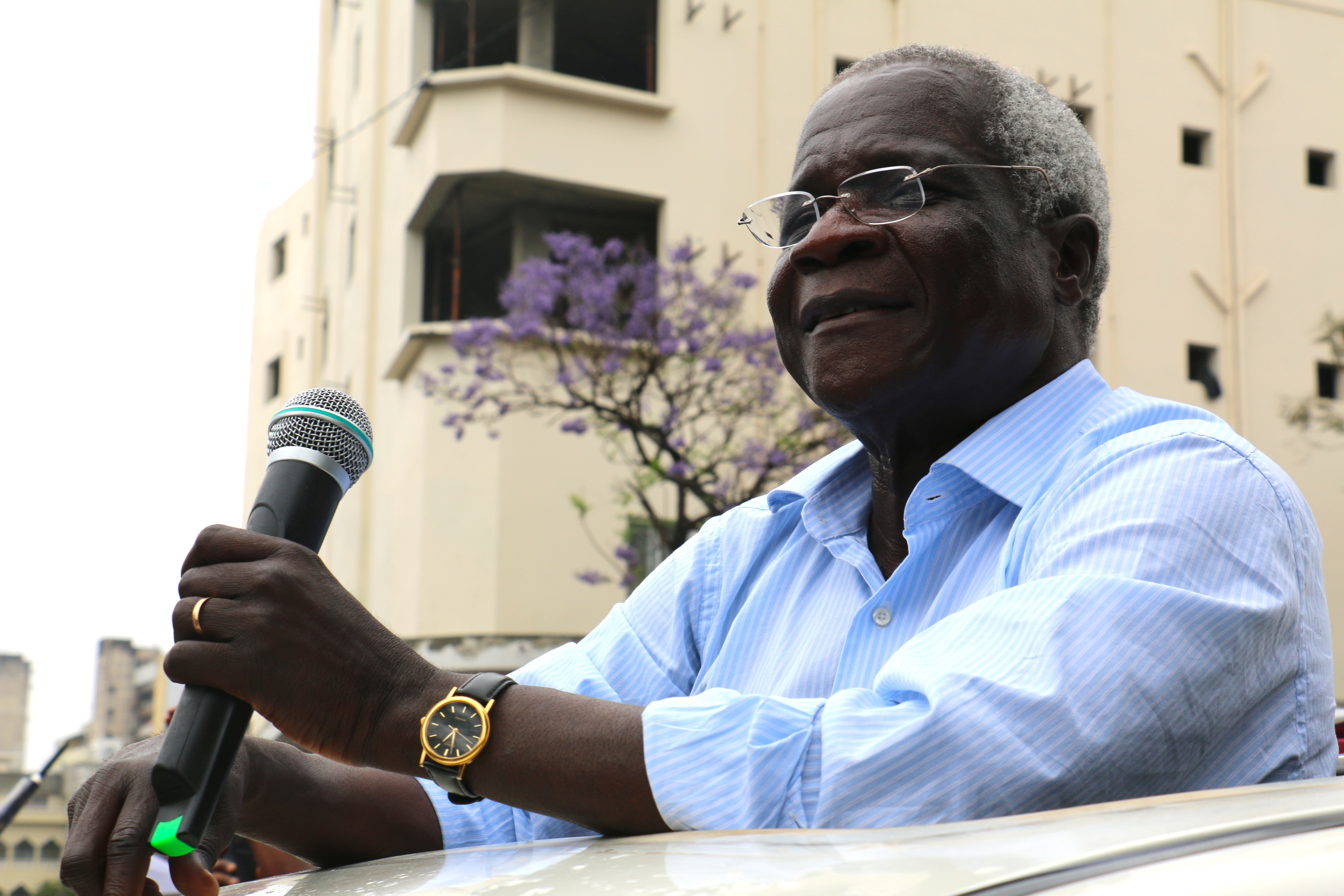
Afonso Dhlakama ancien chef du parti de la Résistance national du Mozambique, mort le 3 mai 2018.

Décès
- 2014
- 2015
- 2016
- 2017
- 2018
- 2019
- 2020
- 2021
- 2022

Pour une information complémentaire, voir la page d'aide.

| Date    | Nom                      | Activités | Âge      | Source |
| ------- | ------------------------ | --- | -------- | ------ |
| 1er mai | Arthur Barnard           | Athlète de haies américain médaillé de bronze aux Jeux olympiques d'été de 1952.                                      | 89       | (en)   |
| 1er mai | Max Berrú                | Musicien équatorien et chilien.                                                                                       | 75       | (es)   |
| 1er mai | Universo 2000            | Luchador mexicain. | 55       | (en)   |
| 2 mai   | Gord Brown               | Homme politique canadien.                                                                                             | 57       | (en)   |
| 2 mai   | Wang Danfeng             | Actrice chinoise. | 93       | (en)   |
| 2 mai   | Wolfgang Völz            | Acteur allemand. | 87       | (en)   |
| 2 mai   | Cliff Watson             | Joueur de rugby à XIII anglais.                                                                                       | 78       | (en)   |
| 2 mai   | Eugenio de Nora          | Poète espagnol. | 94       | (es)   |
| 3 mai   | Afonso Dhlakama          | Homme politique mozambicain.                                                                                          | 65       |        |
| 4 mai   | Paul Braffort            | Scientifique, ingénieur, écrivain, poète, parolier et compositeur de chansons français.                               | 94       |        |
| 4 mai   | Doina Cornea             | Écrivaine et universitaire roumaine.                                                                                  | 88       |        |
| 4 mai   | Steve Coy                | Musicien britannique.                                                                                                 | 56       | (en)   |
| 4 mai   | Renate Dorrestein        | Écrivaine et journaliste néerlandaise.                                                                                | 64       |        |
| 4 mai   | André Le Dissez          | Coureur cycliste français.                                                                                            | 88       |        |
| 4 mai   | Abi Ofarim               | Chanteur israélien.                                                                                                   | 80       | (en)   |
| 4 mai   | Alexander Tschäppät      | Homme politique suisse.                                                                                               | 66       |        |
| 5 mai   | Ludwig Harig             | Écrivain allemand | 90       | (de)   |
| 5 mai   | Adolfo Lastretti         | Acteur italien. | 80       | (it)   |
| 6 mai   | Isabelle Beauruelle      | Judokate française.                                                                                                   | 50       |        |
| 6 mai   | Alain Buyse              | Sérigraphe et éditeur français.                                                                                       | 66       |        |
| 6 mai   | Jack Chamangwana         | Footballeur international malawite.                                                                                   | 61       | (en)   |
| 6 mai   | Jean-Claude Decagny      | Homme politique français.                                                                                             | 78       |        |
| 6 mai   | Paolo Ferrari            | Acteur italien. | 89       | (it)   |
| 6 mai   | Eric Geboers             | Pilote de motocross belge.                                                                                            | 55       |        |
| 6 mai   | Pierre Rissient          | Réalisateur, scénariste et producteur français.                                                                       | 81       |        |
| 6 mai   | Brad Steiger             | Journaliste, ufologue et biographe américain.                                                                         | 82       | (en)   |
| 7 mai   | Blessing Matthew         | Femme nigérianne | 21       |        |
| 7 mai   | Claude Lafleur           | Artiste plasticien canadien.                                                                                          |          |        |
| 7 mai   | Maurane                  | Chanteuse belge. | 57       |        |
| 7 mai   | Ermanno Olmi             | Réalisateur italien.                                                                                                  | 86       | (it)   |
| 8 mai   | Anne V. Coates           | Monteuse britannique.                                                                                                 | 92       | (en)   |
| 8 mai   | George Deukmejian        | Homme politique américain.                                                                                            | 89       | (en)   |
| 8 mai   | Mahmoud Hammoud          | Homme politique et diplomate libanais.                                                                                | 82-83    | (ar)   |
| 8 mai   | Ernest Medina            | Militaire américain.                                                                                                  | 81       | (en)   |
| 8 mai   | Lara Saint Paul          | Chanteuse italo-érythréenne.                                                                                          | 73       | (it)   |
| 9 mai   | Omar Daoud               | Footballeur libyen.                                                                                                   | 35       |        |
| 9 mai   | Christian Goudineau      | Archéologue français.                                                                                                 | 79       |        |
| 9 mai   | Ben Graves               | Batteur américain. | 45       | (en)   |
| 9 mai   | Per Kirkeby              | Peintre et sculpteur danois.                                                                                          | 79       | (en)   |
| 9 mai   | Frédéric de Wurtemberg   | Entrepreneur allemand, duc héritier de Würtemberg.                                                                    | 56       | (de)   |
| 10 mai  | Pierre Beylau            | Journaliste français.                                                                                                 | 70       |        |
| 10 mai  | Elizabeth Chase          | Joueuse zimbabwéenne de hockey sur gazon, championne aux Jeux olympiques d'été de 1980.                               | 68       | (en)   |
| 10 mai  | Ibrahima Kandia Diallo   | Footballeur international guinéen.                                                                                    | 76       |        |
| 10 mai  | David Goodall            | Botaniste et militant pour la légalisation de l'euthanasie volontaire australien.                                     | 104      |        |
| 10 mai  | Jean-Claude D'Arménia    | Footballeur français.                                                                                                 | 77       |        |
| 10 mai  | Emile Gumbs              | Homme politique d'Anguilla.                                                                                           | 90       | (en)   |
| 10 mai  | Claude Raoul-Duval       | Résistant français.                                                                                                   | 98       |        |
| 10 mai  | Evgueni Vassioukov       | Grand maître international d'échecs soviétique puis russe.                                                            | 85       | (ru)   |
| 11 mai  | Gérard Genette           | Critique littéraire français.                                                                                         | 87       |        |
| 11 mai  | Josh Greenfeld           | Écrivain, dramaturge et scénariste américain.                                                                         | 90       | (ja)   |
| 11 mai  | Yvan Mainini             | Dirigeant français de basket-ball.                                                                                    | 73       |        |
| 11 mai  | Bengt Nilsson            | Athlète de saut en hauteur suédois.                                                                                   | 84       | (sv)   |
| 11 mai  | Ulla Sallert             | Actrice et chanteuse suédoise.                                                                                        | 95       | (sv)   |
| 11 mai  | Viktor Shamburkin        | Tireur sportif soviétique, champion aux Jeux olympiques d'été de 1960.                                                | 86       | (ru)   |
| 11 mai  | Mark Shannon             | Acteur italien dans le cinéma pornographique.                                                                         | 78       |        |
| 12 mai  | Mansoor Ahmed            | Joueur de hockey sur gazon pakistanais, médaillé de bronze aux Jeux olympiques d'été de 1992.                         | 50       |        |
| 12 mai  | Tessa Jowell             | Femme politique britannique.                                                                                          | 70       | (en)   |
| 12 mai  | Chuck Knox               | Entraîneur américain de football américain.                                                                           | 86       | (en)   |
| 12 mai  | Antonio Mercero          | Réalisateur espagnol.                                                                                                 | 82       | (es)   |
| 12 mai  | Dennis Nilsen            | Tueur en série et nécrophile anglais.                                                                                 | 72       | (en)   |
| 12 mai  | Sam Nzima                | Photographe sud-africain.                                                                                             | 83       | (en)   |
| 12 mai  | Lucien Villa             | Homme politique français.                                                                                             | 95       |        |
| 13 mai  | Glenn Branca             | Compositeur et guitariste américain.                                                                                  | 69       | (en)   |
| 13 mai  | Beth Chatto              | Horticultrice et paysagiste britannique.                                                                              | 94       | (en)   |
| 13 mai  | Margot Kidder            | Actrice canadienne.                                                                                                   | 69       | (en)   |
| 13 mai  | Gareth Williams          | Joueur britannique de rugby à XV.                                                                                     | 63       | (en)   |
| 14 mai  | Peter Byrne              | Acteur britannique.                                                                                                   | 90       | (en)   |
| 14 mai  | Elaine Edwards           | Femme politique américaine.                                                                                           | 89       | (pt)   |
| 14 mai  | Roberto Farias           | Cinéaste brésilien.                                                                                                   | 86       |        |
| 14 mai  | Kamel Omrane             | Homme politique tunisien.                                                                                             | 67       |        |
| 14 mai  | Leopoldo Paciscopi       | Historien et journaliste italien.                                                                                     | 92       | (it)   |
| 14 mai  | George Sudarshan         | Physicien théoricien et professeur indien.                                                                            | 86       | (en)   |
| 14 mai  | William Vance            | Dessinateur et scénariste de bande dessinée belge.                                                                    | 82       |        |
| 14 mai  | Tom Wolfe                | Écrivain américain.                                                                                                   | 88       |        |
| 15 mai  | Jlloyd Samuel            | Footballeur trinidadien et anglais.                                                                                   | 37       | (en)   |
| 15 mai  | Ray Wilson               | Joueur de football anglais.                                                                                           | 83       | (en)   |
| 16 mai  | François Bréda           | Essayiste, poète, critique littéraire, traducteur, romancier et dramaturge roumain et français.                       | 62       | (ro)   |
| 16 mai  | Joseph Campanella        | Acteur américain. | 93       | (en)   |
| 16 mai  | Richard Fork             | Physicien américain.                                                                                                  | 82       | (en)   |
| 16 mai  | Camille Gira             | Homme politique luxembourgeois.                                                                                       | 59       |        |
| 16 mai  | Yuriko Hoshi             | Actrice japonaise. | 74       | (en)   |
| 16 mai  | Gérard Jouannest         | Compositeur et pianiste français. Époux de Juliette Gréco.                                                            | 85       |        |
| 16 mai  | Lucian Pintilie          | Metteur en scène de théâtre et réalisateur de cinéma roumain.                                                         | 84       | (en)   |
| 16 mai  | Hideki Saijō             | Chanteur japonais. | 63       | (en)   |
| 17 mai  | Nicole Fontaine          | Femme politique française.                                                                                            | 76       |        |
| 17 mai  | Maciej Maciejewski       | Acteur polonais. | 103      | (pl)   |
| 17 mai  | Richard Pipes            | Historien américain.                                                                                                  | 94       | (pl)   |
| 17 mai  | Mait Riisman             | Joueur de water-polo soviétique, champion aux Jeux olympiques d'été de 1980.                                          | 61       | (ee)   |
| 18 mai  | Rolande Allard-Lacerte   | Journaliste et écrivaine canadienne.                                                                                  | 88       |        |
| 18 mai  | Doğan Babacan            | Footballeur et arbitre turc.                                                                                          | 88       | (tr)   |
| 18 mai  | Jacques Bimbenet         | Homme politique français.                                                                                             | 89       |        |
| 18 mai  | Darío Castrillón Hoyos   | Cardinal colombien.                                                                                                   | 88       | (en)   |
| 18 mai  | Antonio Lupatelli        | Illustrateur italien.                                                                                                 | 88       | (it)   |
| 19 mai  | Robert Indiana           | Artiste américain. | 89       | (en)   |
| 19 mai  | Houmane Jarir            | Footballeur marocain.                                                                                                 | 73       |        |
| 19 mai  | Maya Jribi               | Femme politique tunisienne.                                                                                           | 58       |        |
| 19 mai  | Bernard Lewis            | Historien britannique.                                                                                                | 101      | (en)   |
| 19 mai  | Reggie Lucas             | Musicien américain de jazz fusion.                                                                                    | 65       | (en)   |
| 19 mai  | Vincent McEveety         | Producteur et réalisateur américain.                                                                                  | 88       | (en)   |
| 19 mai  | Pierre Orsini            | Pilote français de rallye.                                                                                            | 82       |        |
| 20 mai  | Johannes Börner          | Militaire allemand.                                                                                                   | 92       |        |
| 20 mai  | Jaroslav Brabec          | Athlète de lancer de poids tchécoslovaque puis tchèque.                                                               | 68       | (cs)   |
| 20 mai  | Ramón Chao               | Journaliste et écrivain espagnol.                                                                                     | 82       |        |
| 20 mai  | Richard N. Goodwin       | Écrivain américain.                                                                                                   | 86       | (en)   |
| 20 mai  | Carol Mann               | golfeuse américaine.                                                                                                  | 77       | (en)   |
| 20 mai  | Patricia Morison         | Actrice et chanteuse américaine.                                                                                      | 103      | (en)   |
| 20 mai  | Dieter Schnebel          | Compositeur allemand.                                                                                                 | 88       | (en)   |
| 21 mai  | Alexandre Askoldov       | Réalisateur, scénariste, acteur et metteur en scène soviétique puis russe.                                            | 85       | (ru)   |
| 21 mai  | Georges Dessaigne        | Homme politique français.                                                                                             | 92       |        |
| 21 mai  | Anna Maria Ferrero       | Actrice italienne. | 84       | (it)   |
| 21 mai  | Dave Garcia              | Manager américain de baseball.                                                                                        | 97       | (en)   |
| 21 mai  | Pedro Tenorio            | Homme politique des Îles Mariannes du Nord.                                                                           | 84       | (en)   |
| 21 mai  | Clint Walker             | Acteur américain. | 90       | (en)   |
| 22 mai  | Yuriy Kutsenko           | Athlète d'épreuves combinées soviétique puis russe, médaillé d'argent du décathlon aux Jeux olympiques d'été de 1980. | 66       | (ru)   |
| 22 mai  | Júlio Pomar              | Peintre portugais. | 92       | (pt)   |
| 22 mai  | Philip Roth              | Écrivain américain.                                                                                                   | 85       | (en)   |
| 22 mai  | Daniela Samulski         | Nageuse allemande. | 33       | (de)   |
| 23 mai  | Michel Archambault       | Joueur canadien de hockey sur glace.                                                                                  | 67       |        |
| 23 mai  | Luis Posada Carriles     | Combattant anti-castriste cubain.                                                                                     | 90       | (en)   |
| 23 mai  | Jean-François Parot      | Diplomate et écrivain français de roman policier.                                                                     | 71       |        |
| 23 mai  | Daniel Robin             | Lutteur français, double médaillé d'argent aux Jeux olympiques d'été de 1968.                                         | 74       |        |
| 23 mai  | László Tábori            | Athlète de demi-fond hongrois.                                                                                        | 86       | (en)   |
| 24 mai  | Jacky Buchmann           | Homme politique belge.                                                                                                | 86       | (be)   |
| 24 mai  | Gudrun Burwitz           | Militante néonazie allemande.                                                                                         | 88       | (en)   |
| 24 mai  | Kassé Mady Diabaté       | Chanteur, musicien et griot malien.                                                                                   | 68 ou 69 |        |
| 24 mai  | Adrien Giraud            | Homme politique français.                                                                                             | 81       |        |
| 24 mai  | Jerry Maren              | Acteur américain. | 98       | (en)   |
| 24 mai  | John Bain (TotalBiscuit) | Commentateur et critique britannique de jeux vidéo sur YouTube.                                                       | 33       | (en)   |
| 25 mai  | Sergio Graziani          | Acteur italien. | 87       | (it)   |
| 25 mai  | Léon-François Hoffmann   | Écrivain français. | 86       | (en)   |
| 25 mai  | Piet Kee                 | Compositeur et organiste néerlandais.                                                                                 | 90       | (en)   |
| 25 mai  | Frederick Kovaleski      | Joueur américain de tennis et agent de la CIA.                                                                        | 93       | (en)   |
| 25 mai  | Naser Malek Motiee       | Acteur iranien. | 88       | (it)   |
| 25 mai  | Max Pagès                | Psychothérapeute français.                                                                                            | 92       |        |
| 25 mai  | Hildegard Puwak          | Femme politique roumaine.                                                                                             | 68       | (ro)   |
| 26 mai  | Alan Bean                | Astronaute américain.                                                                                                 | 86       | (en)   |
| 26 mai  | Pierre Bellemare         | Animateur de radio, écrivain, animateur de télévision, acteur et conteur français.                                    | 88       |        |
| 26 mai  | Ted Dabney               | Pionnier américain du jeu vidéo.                                                                                      | 81       | (en)   |
| 26 mai  | Pierre Hassner           | Géopolitologue et philosophe roumain puis français.                                                                   | 85       |        |
| 26 mai  | Roger Piantoni           | Footballeur français.                                                                                                 | 86       |        |
| 26 mai  | Julio Ribera             | Dessinateur et scénariste espagnol de bandes dessinées.                                                               | 91       |        |
| 26 mai  | William Shaw             | Homme politique canadien.                                                                                             | 85       | (en)   |
| 27 mai  | Gardner R. Dozois        | Auteur américain de science-fiction.                                                                                  | 70       | (en)   |
| 27 mai  | Andrés Gandarias         | Cycliste sur route espagnol.                                                                                          | 75       | (es)   |
| 27 mai  | Jean Konan Banny         | Homme politique ivoirien.                                                                                             | 88       |        |
| 27 mai  | Ali Loutfi Mahmoud       | Homme d'État égyptien.                                                                                                | 82       | (en)   |
| 27 mai  | Maria Mucke              | Actrice et chanteuse allemande.                                                                                       | 98       | (de)   |
| 27 mai  | Donald H. Peterson       | Astronaute américain.                                                                                                 | 84       | (en)   |
| 28 mai  | Paulette Coquatrix       | Costumière française.                                                                                                 | 102      |        |
| 28 mai  | Serge Dassault           | Homme d'affaires et homme politique français.                                                                         | 93       |        |
| 28 mai  | María Dolores Pradera    | Chanteuse et actrice espagnole.                                                                                       | 93       | (es)   |
| 28 mai  | Dick Quax                | Athlète de fond néo-zélandais, médaillé d'argent aux Jeux olympiques d'été de 1976.                                   | 70       | (en)   |
| 28 mai  | István Sas               | Réalisateur et psychologue hongrois.                                                                                  | 71       | (hu)   |
| 28 mai  | Jens Christian Skou      | Médecin et biophysicien danois.                                                                                       | 99       | (da)   |
| 28 mai  | Michel Stolker           | Cycliste sur route puis directeur sportif néerlandais.                                                                | 84       | (nl)   |
| 28 mai  | Ola Ullsten              | Homme politique suédois.                                                                                              | 86       | (sv)   |
| 28 mai  | Yves de Daruvar          | Militaire puis haut fonctionnaire français et Compagnon de la Libération.                                             | 97       |        |
| 29 mai  | Maurice Séveno           | Journaliste français.                                                                                                 | 92       |        |
| 30 mai  | Gabriel Gascon           | Acteur canadien. | 91       |        |
| 30 mai  | Ferenc Kovács            | Footballeur puis entraîneur hongrois, médaillé de bronze aux Jeux olympiques d'été de 1960.                           | 84       | (hu)   |
| 30 mai  | René Leroux              | Homme politique français.                                                                                             | 66       |        |
| 30 mai  | Madiha Yousri            | Actrice et productrice de cinéma égyptienne.                                                                          | 96       | (en)   |
| 31 mai  | Jean-Claude Boulard      | Homme politique français.                                                                                             | 75       |        |
| 31 mai  | Michael D. Ford          | Chef décorateur et directeur artistique britannique.                                                                  | 90       | (en)   |
| 31 mai  | Nairn MacEwan            | Joueur britannique de rugby à XV.                                                                                     | 76       | (en)   |
| 31 mai  | Marcel-Claude Roy        | Agronome et homme politique canadien.                                                                                 | 81       |        |
| 31 mai  | Étienne Sansonetti       | Footballeur français.                                                                                                 | 82       |        |